# Andrea Breth
Andrea Breth (Rieden am Forggensee, 31 octobre 1952) est une metteuse en scène allemande. 

## Récompenses et distinctions
- 2019 : Prix Nestroy de Théâtre pour l'ensemble de son œuvre